# Lotte Hegyesi
Lotte Hegyesi (* 1893 in Köln; † unbekannt) war eine deutsch-ungarische Cellistin und Musikpädagogin.

## Biographie
Lotte Hegyesi wurde im Jahre 1893 in Köln als Tochter des ungarischen Cellisten Lajos Hegyesi und seiner Ehefrau geboren. Ihr Vater war zu dieser Zeit als Professor für Violoncello am Konservatorium zu Köln tätig und verstarb, als sie etwa ein Jahr alt war. Sie absolvierte ein Studium der Musik am Hoch’schen Konservatorium in Frankfurt am Main. In den 1910er Jahren konzertierte sie als Solistin in Deutschland. Es lässt sich nicht mit Sicherheit feststellen, ob Lotte Hegyesi bereits vor dem Jahr 1933 Deutschland verlassen hatte oder zu den Verfolgten der NS-Zeit gehörte. In den 1940er Jahren lebte Lotte Hegyesi in der Schweiz, war vermutlich verheiratet und trug den Namen Lotte Hegyesi-Haff. Aufgrund der Erwähnung des Vaters Lajos Hegyesi in beiden antisemitischen Nachschlagewerken der NS-Zeit ist davon auszugehen, dass Lotte Hegyesi spätestens zu Beginn der nationalsozialistischen Herrschaft aus Deutschland geflohen war. Der weitere Lebensweg von Lotte Hegyesi ist jedoch nicht bekannt.

## Musikalischer Werdegang
Von 1905 bis 1911 absolvierte sie ein Studium am Hoch’schen Konservatorium in Frankfurt a. M. Zudem war sie Schülerin von Johannes Hegar und Hugo Becker. Nach ihrem Studienabschluss wurde ihr eine einjährige Vertretungsstelle als Lehrkraft für Violoncello angeboten.
Nach Abschluss ihres Studiums unternahm Lotte Hegyesi eine Konzertreise durch Deutschland, bei der sie u. a. in Berlin, Hamburg, Leipzig, Sondershausen, Dresden, München, Mannheim, Frankfurt a. M., Aachen und Bonn konzertierte, wie im Jahresbericht Nr. 36 des Hoch’schen Konservatoriums vermerkt wurde:
„Sehr günstig urteilte die Kritik über die künstlerischen Leistungen von Frl. Lotte Hegyesi, die in einer Reihe deutscher Städte [...] erfolgreich spielte.“
In den folgenden Jahren gelang es Lotte Hegyesi, sich als Solistin und Kammermusikerin im deutschsprachigen Musikleben zu etablieren. Sie konzertierte mit führenden Orchestern und Dirigenten, darunter José Eibenschütz und Carl Corbach. Lotte Hegyesi trat u. a. im ersten Herbstkonzert der fürstlichen Hofkapelle in Sondershausen auf, das Carl Corbach dort im Theater dirigierte. Auf dem Programm standen Joseph Haydns Violoncellokonzert sowie Solostücke von Georg Goltermann und Daniel van Goens. Die „Neue Zeitschrift für Musik“ rezensierte:
„Solistin des Konzerts war Lotte Hegyesi (Frankfurt), eine hier sehr gefallende Cellistin mit ausgezeichneten Eigenschaften, einer sicheren Technik, noblem Tone und grundmusikalischer Auffassung. Die junge Dame erhielt für den trefflichen Vortrag des Haydnkonzertes und Bagatellen von Goltermann u. v. Goens viel Beifall. Die Hofkapelle errang sich unter Prof. Corbach […] große Anerkennung.“.
So konzertierte sie beispielsweise am 3. Februar 1917 in Lübeck mit Eugène d’Alberts Violoncellokonzert C-Dur op. 20 (vgl. Bartels/Zsch). (vgl. Acke 1997, S. 253) und trat Anfang des Jahres 1918 in Hamburg im VI. Sinfoniekonzert des Philharmonischen Orchesters unter der Leitung von José Eibenschütz auf. Gemeinsam mit der Geigerin Edith von Voigtländer war das Doppelkonzert für Violine, Violoncello und Orchester a-Moll op. 102 von Johannes Brahms vorgesehen. Da das Notenmaterial jedoch nicht rechtzeitig eintraf, wurde das Programm geändert, sodass die beiden Solistinnen jeweils ein Solokonzert spielten. Lotte Hegyesi trat zudem mit einem der Violoncellokonzerte von Joseph Haydn auf.
Die Analyse zweier Konzertmitschnitte aus den 1940er Jahren belegt, dass sie zu dieser Zeit weiterhin als Violoncellistin aktiv war. So ist für das Jahr 1940 ein Auftritt in Basel belegt, bei dem sie gemeinsam mit einem Ensemble musizierte, dem die Blockflötistinnen Valerie Kägl und Marie Resardt sowie die Streicherinnen und Streicher Gertrud Flügel, Marianne Major, Walter Kägi, August Wensinger, Emil Glatt, sie selbst und der Cembalist Eduard Müller angehörten. Im Jahr 1948 veranstaltete sie gemeinsam mit dem Pianisten Paul Baumgartner einen Kammermusikabend.

## Repertoire
- Bach, Johann Sebastian. Konzert für Cembalo A-Dur BWV 1055
- Becker, Hugo. Romance op. 8 Nr. 1 aus „Deux Morceaux“ op. 8
- Beethoven, Ludwig van. Sonate für Violoncello und Klavier A-Dur op. 69
- Boccherini, Luigi. Adagio und Allegro, Bearbeitung aus dessen Violoncellosonate A-Dur G. 4.
- Brahms, Johannes. Doppelkonzert für Violine, Violoncello und Orchester a-Moll op. 102
- Brahms, Johannes. Klavierquartett A-Dur op. 26
- Brahms, Johannes. Klaviertrio a-Moll op. 114
- Brahms, Johannes. Klaviertrio H-Dur op. 8
- Courvoisier, Walter. Klaviertrio (keine Präzisierung möglich)
- d’Albert, Eugène. Konzert für Violoncello und Orchester C-Dur op. 20
- Dvořák, Antonín. Konzert für Violoncello und Orchester h-Moll op. 104
- Goens, Daniel van. Elegie op. 10
- Goens, Daniel van. Saltarello op. 35
- Goens, Daniel van. Bagatelle
- Goltermann, Georg. Bagatelle
- Haydn, Joseph. Konzert für Violoncello und Orchester (keine Präzisierung möglich)
- Korngold, Erich Wolfgang. Klaviertrio D-Dur op. 1
- Marie, Gabriel. La cinquantaine
- Mozart, Wolfgang Amadeus. Quartett C-Dur (keine Präzisierung möglich)
- Popper, David. Gavotte (keine Präzisierung möglich)
- Saint-Saëns, Camille. Konzert für Violoncello und Orchester a-Moll op. 33
- Scholz, Bernhard. Klaviertrio c-Moll
- Schubert, Franz. Klavierquintett A-Dur op. posh. 114 D 667
- Schumann, Robert. Fantasiestücke op. 88
- Schumann, Robert. Klavierquartett Es-Dur op. 47
- Swert, Jules de. Konzert für Violoncello und Orchester c-Moll op. 38